# الملهاة الفلسطينية
الملهاة الفلسطينية ملحمة روائية درامية وتاريخية للشاعر والروائي العربي الفلسطيني إبراهيم نصر الله. صدرت قبل ومع مشروعه الروائي الموازي الشرفات. حتى الآن ضم هذا المشروع إحدى عشر رواية لكل منها استقلالها التام عن الروايات الأخرى. تُرجمت بعضها إلى الإنجليزية والإيطالية والتركية، فيما دخل بعضها الآخر في القائمة الطويلة والقائمة النهائية الجائزة العالمية للرواية العربية المعروفة بجائزة «بوكر». وبصدور رواية قناديل ملك الجليل عام 2011 تكون «الملهاة الفلسطينية» قد غطت مساحة زمنية روحية ووطنية وإنسانية على مدى 250 سنة من تاريخ فلسطين الحديث.

## ترتيب

### ترتيب السلسلة حسب تأريخ النشر
- مجرد 2 فقط صدرت عام 1992 كرواية مستقلة وتم ضمها إلى «الملهاة الفلسطينية» في عام 2014. حظيت هذه الرواية بدراسات عديدة وتم ترجمتها إلى اللغات الإنجليزية والإيطالية والتركية.[4][5][6]
- طيور الحذر صدرت عام 1996, وتم ترجمتها إلى الإنجليزية.[7]
- طفل الممحاة صدرت عام 2000.
- زيتون الشوارع صدرت عام 2002.
- أعراس آمنة صدرت عام 2004
- تحت شمس الضحى صدرت عام 2004.
- زمن الخيول البيضاء صدرت عام 2007, ودخلت الرواية في القائمة النهائية (القصيرة) للجائزة العالمية للرواية العربية لعام 2009 المعروفة بجائزة «بوكر».[8] وتم ترجمتها إلى الإنجليزية.[9]
- قناديل ملك الجليل صدرت عام 2011, ودخلت في القائمة الطويلة للجائزة العالمية للرواية العربية لعام 2012 المعروفة بجائزة «بوكر».[10] وتم ترجمتها إلى الإنجليزية.[11]

### ترتيب السلسلة حسب التسلسل الزمني لتأريخ فلسطين
- قناديل ملك الجليل تبدأ نهايات القرن السابع عشر وتغطي القرن الثامن عشر بأكمله تقريبًا، (1689-1775).[12]
- زمن الخيول البيضاء تبدأ أحداث الرواية في الربع الأخير من القرن التاسع عشر وصولاً لعام النكبة، أي إنها تمتد لأكثر من 129 سنة من تاريخ فلسطين الحديث.[13]
- طفل الممحاة أحداث الرواية تدور في بدايات القرن العشرين حتى نكبة سنة 1948.[14]
- طيور الحذر أحداث الرواية تدور في مخيمات اللاجئين الفلسطينيين في الأردن، خلال الفترة الممتدّة ما بين (1967 – 1950). أي ما بعد النكبة وما قبل النكسة.[14]
- زيتون الشوارع ما قبل عام النكبة حتى أواسط التسعينيات من القرن الماضي. والأحداث تدور في مخيمات اللاجئين الفلسطينيين في الأردن.[14]
- مجرد 2 فقط تبدأ بعد النكبة إلى ما بعد إتفاقية أوسلو سنة 1996.[4]
- أعراس آمنة أحداث الرواية تدور في قطاع غزة خلال الإنتفاضة الفلسطينية الثانية.[14]
- تحت شمس الضحى أحداث الرواية تدور في الضفة الغربية، وكثير منها بالتحديد في رام الله خلال الفترة الزمنية التي تلت إتفاقية أوسلو والإنتفاضة الفلسطينية الثانية.[14]

## عن الملهاة الفلسطينية
هذا المشروع الروائي عمل «إبراهيم نصر اللّه» على إنجازه منذ عام 1985 ويتكون من مجموعة روايات لكل منها شخوصها وأحداثها وأجواؤها المختلفة عن الرواية الأخرى، والمشروع سعى لرسم صورة داخلية للحقبة الإنسانية والتأريخية ما قبل عام 1948 وبعده. وقد عمل «نصر اللّه» على جمع عشرات الشهادات الحية حول تلك الفترة بالإضافة إلى ما كتب حولها من دراسات وبحوث في مختلف المجالات., وبصدور رواية قناديل ملك الجليل عام 2011 تكون «الملهاة الفلسطينية» قد غطت مساحة زمنية روحية ووطنية وإنسانية على مدى 250 سنة من تاريخ فلسطين الحديث.
أمّا «إبراهيم نصر الله» فيقول:
| الملهاة الفلسطينية | "الملهاة الفلسطينية" كمشروع روائي حلم راودني طويلًا منذ أكثر من ستة عشر عامًا، مدفوعًا في البداية من منطلق المسؤولية، حيث بدأ كثير من أجدادنا وآبائنا يرحلون حاملين الجزء الأكبر من ذاكرتهم معهم إلى قبورهم، وقد كنت قرأت جملة لبن غوريون تقول: "سيموت كبارهم وينسى صغارهم" وقد افزعتني هذه الجملة حينها، ولذا بدأت بجمع شهادات شخصية لعدد من كبار السن الذين يملكون ذاكرة قوية، وكانت الحصيلة بعد عام ونصف من العمل أكثر من سبعين ساعة من الشهادات، كان ذلك قبل صدور براري الحمى بقليل، وكان تصوري أنني سأكتب رواية واحدة حول القضية الفلسطينية، لكنني اكتشفت ان الشهادات وحدها لا تكفي ولذلك أسَّستُ مكتبة خاصة لكل ما يتعلق بفلسطين منذ أواسط القرن الثامن عشر اجتماعيًا وسياسيًا وبدأت بدراسة العادات والحكايات والمعتقدات الشعبية، وقد وفر ذلك لي معرفة أدق بالروح الفلسطينية، أعمق وأجمل. لكنني كلما كنت أتقدم خطورة نحو المشروع أتراجع خطوتين، الآن أقول: حسنًا فعلت، لأنني مع الأيام بدأت أدرك أن قضية كالقضية الفلسطينية لن تحيط بها رواية واحدة، في وقت لم أكن فيه أميل إلى فكرة الثلاثيات، أو الرباعيات، وأظن أنني حين وصلت إلى فكرة تحويل هذا الأمر إلى مشروع يضم خمس أو ست روايات، لكل واحدة منها أسئلتها الخاصة وشخوصها وبناؤها الفني، أصبح الأمر أكثر وضوحاً وأقرب للتحقق. | الملهاة الفلسطينية |

### مشروع الشرفات
في خضم مشروع «الملهاة الفلسطينية» جاء مشروع روائي موازي للملهاة هو الشرفات ليحقق أنموذجها الآخر عبر مستويات أخرى أكثر التحاما بالواقع، حيث يمكن اعتبارها بمثابة مرايا لواقع عصي على الفهم.
يقول «إبراهيم نصر الله»:
| الملهاة الفلسطينية | مشروع "الشرفات" هو الوجه الآخر لمشروع "الملهاة الفلسطينية"، إذ وجدت أن مشروع الملهاة سيكون ناقصًا إن لم أكتب مشروعًا موازيًا له هو مشروع الشرفات، لتأمل وقراءة واقع عربي مستبد إنسانيًا وسياسيًا ولا ينتج سوى ضياع مزيد من الأوطان بمن عليها. هذا هو هاجس "الشرفات" أن أتأمل ما يحدث للإنسان العربي من سحق يومي سياسيًا واجتماعيًا؛ حيث يتحول الفرد في الإطار الاجتماعي إلى جلاد لنفسه أيضًا. | الملهاة الفلسطينية |

أمّا د. محمد عبد القادر فيقول: إذا كان مشروع «الملهاة الفلسطينية» يرصد الرحلة الفلسطينية في مختلف مراحلها وتقلباتها، فإن مشروع «الشرفات» كما يبدو - يهتم بالحالة العربية في أحوالها ومآزقها المثيرة للغثيان. وإذا كان البعد الكوميدي ـ المأساوي هو الذي يميز «الملهاة» فإن البعد السريالي، العبثي، الفانتازي هو الذي يسم عالم «الشرفات».